# Hemerocallis fallaxlittoralis
Hemerocallis fallaxlittoralis là một loài thực vật có hoa trong họ Thích diệp thụ. Loài này được Konta & S.Matsumoto mô tả khoa học đầu tiên năm 2005.